# سیارک ۱۶۷۳۰
سیارک ۱۶۷۳۰ (به انگلیسی: 16730 Nijisseiki، نامگذاری:1996HJ1) شانزده هزار و هفتصد و سی‌امین سیارک کشف شده‌است که در ۱۷ آوریل ۱۹۹۶ کشف شد.
قدر مطلق سیارک برابر ۱۶٫۱۰ است.